# Grogu
Grogu, i daglig tale omtalt som Baby Yoda af fans, er en karakter fra Star Wars Disney+ originalserien The Mandalorian. Han er et lille barn af samme art som Star Wars-karaktererne Yoda og Yaddle, som han deler en stærk evne med i Kraften. I serien bliver hovedpersonen kendt som "The Mandalorian / Din Djarin" hyret til at opspore og fange Grogu for en fraktion af det faldne Galaktiske Imperium, men i stedet bliver han Grogus adoptivfar og beskytter ham mod kejserne. Karakterens rigtige navn blev ikke afsløret før " Kapitel 13: Jedien ", som også forklarede, at Grogu blev opvokset ved Jedi-templet på Coruscant under klonkrigene. Før dette var karakterens officielle navn, som brugt i undertekster og billedtekster, "Barnet".
Grogu har været med i hvert afsnit af de første to sæsoner, undtagen "Kapitel 15: Den troende". Han blev skabt af The Mandalorian-skaberen og showrunneren Jon Favreau som ønskede at udforske mysteriet omkring Yoda og hans art. Karakteren blev videreudviklet i tidlige samtaler mellem Favreau og executive producer Dave Filoni, og karakterens visualisering blev karakteriseret af konceptkunstneren Christian Alzmann.

## Optrædener

### Baggrundshistorie
Som medlem af samme art som Star Wars-karakteren Yoda,   er Grogu 50 år gammel under begivenhederne i The Mandalorian, men ser stadig ud til at være et spædbarn på grund af det tempo, hvormed den art ældes. Arten har aldrig fået et navn, fordi Star Wars-skaberen George Lucas ønskede, at Yoda skulle bevare en fornemmelse af mystik.    Indtil kapitel 13 (dvs. afsnit 5 af sæson 2) af The Mandalorian, blev Grogu ikke identificeret med et egennavn, idet sympatiske karakterer blev omtalt som "barnet", "knægten", og af skurke som "den eftersøgte", eller "donoren".

### The Mandalorian
Grogu ses for første gang i seriens debut, " Kapitel 1: The Mandalorian ", da personen Mandalorianeren accepterer en værdifuld kommission fra en mystisk mand kun kendt som "The Client" (Werner Herzog), som arbejder for en fraktion af det nu faldne Galaktiske Imperium. Opgaven er at opspore og fange et uidentificeret halvtreds år gammelt mål.    Mandalorianeren og en anden dusørjægerdroide, IG-11 (Taika Waititi), infiltrerer en fjerntliggende og svært befæstet lejr på planeten Arvala-7 og finder Grogu. Da IG-11 forsøger at dræbe Grogu, beskytter Mandalorianeren ham og skyder og ødelægger i stedet IG-11.  I "Kapitel 2: Barnet" er Grogu til stede, da mandalorianeren bliver angrebet af et kæmpe næsehorn-lignende væsen kaldet et mudderhorn. Mens dyret løber mod Mandalorianeren for at dræbe ham, bruger Grogu Kraften til at få mudderhornet til at svæve, så en overrasket Mandalorian kan dræbe det. Mandalorianeren leverer Grogu til The Client på planeten Nevarro og får sin dusør i "Kapitel 3: Forsyndelsen", hvorefter Klienten beordrer sin kollega, Dr. Pershing (Omid Abtahi), at "hente det nødvendige materiale" fra Grogu. Mandalorianeren tænker senere tilbage og vender tilbage til det kejserlige område for at redde Grogu og dræber flere stormtropper .   Dette overtræder kodekset for Dusørjægernes Lav, og en gruppe dusørjægere ledet af lavets leder Greef Karga ( Carl Weathers ) angriber Mandalorianeren og forsøger at tage Grogu tilbage fra ham.    Mandalorianeren og Grogu bliver reddet, da andre krigere fra Mandalorianernes stamme kommer ud af skjul for at forsvare dem, så de kan undslippe Nevarro.  

### The Book of Boba Fett
Grogu ses i det sjette afsnit, "Kapitel 6: Fra ørkenen kom en fremmed", af spin-off-serien The Book of Boba Fett. Mens han træner med Luke, hjælper han Grogu med at huske noget af sin fortid, inklusive sit hjem ved Jedi-templet på Coruscant og begivenhederne under udryddelsen af Jedierne. Mandalorianeren kommer for at besøge Grogu, men beslutter sig imod det efter at have talt med Ahsoka Tano, fordi han ikke ønsker at hindre hans træning; dog giver han Ahsoka en gave at levere til Grogu: beskar ringbrynje smedet af The Armorer. Ahsoka giver brynjen til Luke, som indrømmer, at han er usikker på, om Grogu er fuldt ud forpligtet til Jediernes levned, og at han ikke ved, hvordan han skal håndtere situationen. Efter Ahsokas råd om at lytte til hans instinkter, beslutter Luke sig for at lade Grogu vælge sin egen skæbne ved at bede ham om at vælge mellem ringbrynjen og lyssværdet fra sin gamle herre, Yoda.
I det syvende og sidste afsnit, med titlen "Kapitel 7: I ærens navn", lander Grogu i Mottos hangar på Tatooine med R2-D2 i Lukes X-wing stjernejager, hvor det afsløres, at Grogu valgte beskar ringbrynjen frem for Yodas lyssværd. Motto tager ham derefter til Mos Espa, hvor han genforenes med Mandalorian. Han og Motto hjælper Mandalorian, Boba Fett og Fetts styrker med at besejre Pyke-syndikatet. Cad Bane skræmmer dog Fetts rancor, som går amok i Mos Espa. Grogu bruger Kraften til at få rancoren til at falde i søvn, hvilket forhindrer den i at volde mere skade. Bagefter flyver Grogu og Mandalorianeren væk fra Tatooine, i Mandalorianerens nye Naboonesiske N-1 starfighter. 